# 長与梨加
長与 梨加（ながよ りか、1993年7月22日 - ）は、日本の女優、タレント。
千葉県出身。身長160cm、血液型O型。宝映テレビプロダクションに所属していた。

## 主な出演作品

### テレビドラマ
- 月曜ドラマスペシャル 弁護士迫まり子の遺言作成ファイル3 秘密（2000年、TBS）
- 時空警察ヴェッカーD-02（2002年、テレビ朝日）時空刑事メイの少女時代 役、峯島美衣 役
- 女と愛とミステリー 逃げ口上（2002年、テレビ東京）吉澤繭 役
- 武蔵 MUSASHI（2003年、NHK）真田幸村の娘 なほ 役
- 最後の弁護人（2003年、日本テレビ）
- いつもふたりで（2003年、フジテレビ）不破奈美恵 役
- 天才てれびくんMAX内・天てれドラマ 勇者と時の石〜不思議なフシギな冒険物語（2006年、NHK教育）サキ 役

### その他のテレビ番組
- とんねるずの生でダラダラいかせて!!（日本テレビ）
- ちゅろすでchu！（2004-2005年、BSメガポート）

### 映画
- ロスト・メモリーズ（2004年）西郷恵子 役
- 釣りバカ日誌15 ハマちゃんに明日はない!?（2004年）

### CM
- 日本マクドナルド、ティーニービィーニーベイビーズ編、雪あそび編、ドナルドゲーム編、スヌーピオースターズ編、おりがみ編、わくわくポケモン編
- 日本ケンタッキーフライドチキン、パーティーバーレル・予約する父編（2004年）
- カシオ計算機、光ナビゲーションキーボード

### 広告モデル
- スクールIE（2005年）イメージモデル
- NTT
- 日石三菱灯油

### 舞台
- ピンク・レディー メモリアルコンサート
- U-15 Live Version Vol.6（2004年10月3日）[1]